# II. Sándor skót király
II. Sándor (Haddington, 1198. augusztus 24. – Kerrera, 1249. július 8.) 1214-től haláláig Skócia királya. 

## Uralkodása
Apját I. (Oroszlán) Vilmost követte a trónon. Koronázására Scone-ban került sor 1214. december 6-án. Amikor az angol bárók fellázadtak királyuk, Földnélküli János (uralkodott 1199-1216) ellen, Sándor a bárók oldalára állt, mert azt remélte, hogy visszaszerezhet bizonyos észak-angliai területeket. Miután a lázadás 1217-ben elbukott, Sándor hűbéresküt tett III. Henrik angol királynak (uralkodott 1216-1272), és feleségül vette annak nővérét, Johannát. 
1237-ben a yorki békében Sándor és III. Henrik megegyezett arról, hogy a Sándor király lemond angliai területi igényeiről, cserébe viszont kárpótlásul több angliai földbirtokot kapott. Skócia határait ekkor jelölték ki hozzávetőlegesen a jelenlegi vonalakon.
Sándor időközben leverte a skót főurak felkelését, és megszilárdította uralmát Skócia azon területein, ahol addig csak névleg ismerték el a királyi hatalmat. Sándor 1222-ben meghódította az addig független Argyllt. 
Akkor halt meg, amikor a Skócia nyugati partjainál még norvég kézen lévő szigetek meghódítására készült.

## Családja
Első felesége Johanna (1210. július 22. – 1238. március 4.), Földnélküli János legidősebb törvényes lánya volt. Házasságukat 1221. június 21-én tartották. Közös gyermekük nem született. Johanna 1238-ban halt meg Essexben és Dorsetben a Tarant Crawford Apátságban helyezték örök nyugalomra.  
Második felesége Marie de Coucy volt, aki III. Sándor skót király édesanyja lett.